# Valvo

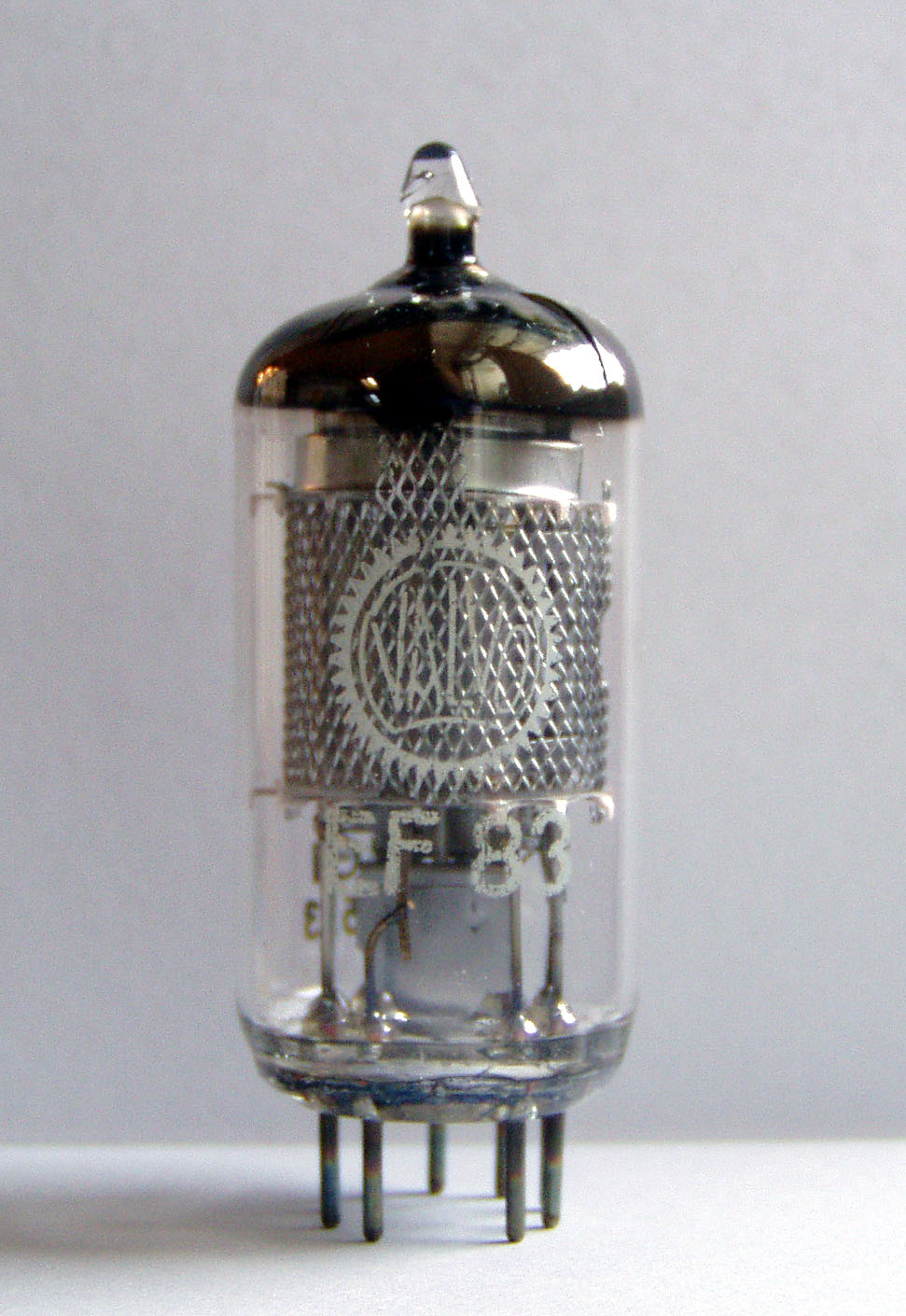
Elektronenröhre EF83 von Valvo

Das Unternehmen Valvo wurde kurz nach der Einführung des Rundfunks 1924 in Deutschland durch die Röntgenröhrenfirma C. H. F. Müller (Carl Heinrich Florenz Müller, genannt Röntgenmüller) als Radioröhrenfabrik Hamburg in Hamburg gegründet. Sie stellte zunächst Verstärker- und Sender-Elektronenröhren (eingestellt 1975) für die damals junge und expandierende Rundfunktechnik her.

## Beschreibung
Der Name Valvo, hergeleitet aus dem englischen Wort valve (Ventil, Elektronenröhre), stand dabei für neuartige Röhrentypen, die so verbreitet waren, dass sie zum Teil, wie die 1924 gebaute Triode Normalröhre, als Valvo Normal bekannt wurden. 1927 schlossen sich C. H. F. Müller und die Radioröhrenfabrik dem Philips-Konzern an. Schon in den 1930er Jahren erweiterte man das Fertigungsprogramm um weitere Bauelemente, um Bildröhren, Elektrolytkondensatoren, Lautsprecher, Hochohmwiderstände und Spezialröhren.
Als Spezialröhren wurden z. B. gefertigt: Ignitrons, Thyratrons und Hochvakuum-Hochspannungsgleichrichterröhren, gasgefüllte Zählröhren(Dekatrone) und Hochvakuum-Zählröhren, Glimmlicht-Anzeigeröhren (Nixie-Röhre), Hochleistungs-Senderöhren, Bildaufnahmeröhren (Vidikone und Orthikone), Photozellen (gasgefüllt und Hochvakuum) und Photowiderstände.
Nachdem im Frühjahr 1939 ein riesiges neues Produktionsgebäude in Betrieb genommen worden war, wurde Valvo während des Zweiten Weltkriegs zum Rüstungsbetrieb umfunktioniert und produzierte vor allem Funktechnik und Elektronik für die Luftwaffe. Die Röhrenproduktion wurde 1940 eingestellt.  Nach den Bombenangriffen der Operation Gomorrha im Juli 1943 verlagerte das Unternehmen einen Teil seiner Produktion aus dem Hauptwerk im Hamburger Stadtteil Lokstedt ins sächsische Weißwasser und nach Horneburg im Landkreis Stade. Dort kamen Zwangsarbeiterinnen zum Einsatz, zum größten Teil aus dem KZ Auschwitz ins Konzentrationslager Neuengamme deportierte Jüdinnen. 1944 wurde in Horneburg ein Außenlager eingerichtet. Auch im Hamburger Hauptwerk wurden Zwangsarbeiterinnen beschäftigt. 140 von ihnen starben am 18. Juni 1944 bei einem Bombenangriff, weil ihnen der Zugang zu den Bunkern verweigert wurde.
Der eigentliche Ausbau zur Valvo GmbH, einer Organisation, die 1974 in Deutschland vier große Fertigungsstätten besaß und zusammen mit den Produkten der weiteren Philips-Werke so gut wie alle damaligen elektronischen und elektromechanischen Bauelemente vertrieb, setzte nach dem Krieg ein. Das Werk Lokstedt hatte die Bombenangriffe fast völlig unversehrt überstanden und konnte bereits im Sommer 1945 die 4 Jahre lang ausgesetzte Röhrenproduktion wieder aufnehmen. Getrieben von der rasanten Entwicklung in der Rundfunk- und Fernsehtechnik wurden nicht nur die Röhren weiterentwickelt. Valvo war bis in die 1980er Jahre weltweit führend bei der Entwicklung von Fernsehbildröhren. Schon 1953, sechs Jahre nach Erfindung des Transistors, wurden bei Valvo die ersten industriellen Transistoren für Verstärker-Endstufen entwickelt, die dann 1957 geliefert wurden. 1966 kamen die ersten Integrierten Schaltungen aus Valvo-Fertigung auf den Markt und Anfang der 1970er Jahre gehörte Valvo mit zu den treibenden Kräften bei der Neuentwicklung von Bauelementen für die automatische Bestückung.
Parallel zu den neuen Bauelementen entstand bei der Valvo eine technische Dokumentation dieser neuen Komponenten. Bekannt und besonders bei Entwicklern und Bastlern beliebt waren die Valvo-Taschenbücher, handliche Bücher im Format DIN A6, die unter anderem die Betriebsdaten und Sockelbelegungen der meisten gebräuchlichen Röhrentypen enthielten.

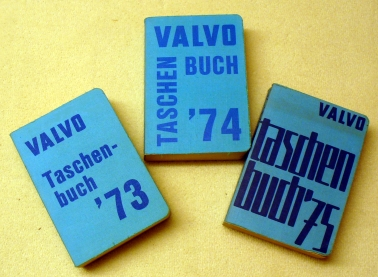
Valvo-Taschenbücher der Jahre 1973/74/75

1974, im Jahr des 50. Betriebsjubiläums, umfasste das Produktspektrum von Valvo rund 30.000 elektronische und elektromechanische Einzeltypen, beschäftigte in Deutschland 8.000 Mitarbeiter, 5.000 davon in Hamburg, hatte bei einem Marktanteil von 21 % einen Umsatz von über eine Milliarde DM und war damit der größte Bauelemente-Lieferant in der Bundesrepublik Deutschland.
Der Niedergang der europäischen Bauelementeindustrie und damit auch von Valvo begann in den 1980er Jahren mit dem Erstarken der Industrie in Japan. Unrentabel gewordene Fertigungsstätten wurden von der Muttergesellschaft Philips verkauft oder geschlossen. Es begann mit den elektromechanischen Bauelementen, die 1988 verkauft wurden. Weitere Restrukturierungen wurden von Philips langfristig vorbereitet: 1989 wurde die Valvo GmbH in die Philips Bauelemente GmbH umbenannt; der Handelsname Valvo blieb zunächst bestehen. 1992 wurden die verbliebenen Bauelemente in zwei Bereiche aufgeteilt: die passiven Bauelemente und die Bildröhren in Philips Components, die aktiven Bauelemente in Philips Semiconductors. Mit diesem Schritt verschwand auch der Handelsname Valvo vom Markt.
1999 wurde Philips Components veräußert, die keramischen Bauelemente wurden von Yageo übernommen und firmieren bis heute unter Phycomp auf dem Markt. Die Elektrolytkondensatoren, Kunststoff-Folienkondensatoren und die nichtlinearen Widerstände wurden mit der Firma Beyschlag aus Heide, ebenfalls einem ehemaligen Philips-Unternehmen, und der amerikanischen Centralab zusammengefügt und unter dem Namen BCcomponents zunächst selbständig, dann nach drei Jahren Selbständigkeit im Jahre 2002 von Vishay übernommen. In diesem Jahr wurden von Philips die Bildröhrenaktivitäten in ein Joint Venture mit der koreanischen LG Group eingebracht, so dass der ursprüngliche Valvo-Kernbereich, die Röhren, nicht mehr 100%ig im Philips-Geschäftsbereich angesiedelt war. 2006 wurden auch die ehemaligen Valvo-Halbleiteraktivitäten von Philips ausgegliedert und firmieren jetzt unter dem Namen NXP weiter in Hamburg. Damit wurde der gesamte ehemalige Bereich der Valvo-Bauelemente aufgelöst.
1999 wurde der Spezialbereich der Valvo-Hochfrequenz-Zirkulatoren und -Isolatoren in die Selbstständigkeit entlassen. Die neue Firma kaufte kurz darauf den von Philips nicht mehr benutzten Handelsnamen Valvo Bauelemente GmbH und vertreibt bis heute seine Produkte unter dem Namen Valvo auf dem Markt.
Am 8. Juni 2023 wurde bekannt gegeben, dass Valvo durch die Microwave Techniques LLC aus Gorham, Maine gekauft wurde.